# سحر الكتاب
سحر الكتاب هو فيلم تحريك مصري قصير، من إنتاج الهيئة العامة لقصور الثقافة - وحدة الرسوم المتحركة، وتم إنتاجه عام 2010.

## بطاقة الفيلم
كتب السيناريو أحمد عبد الرحيم، وقام بالإخراج له المخرج منصور الشريف.

## قصة الفيلم
يتعرض عصفور بنت صغيرة للإصابة، وتحاول الطفلة اللجوء لأسرتها لمساعدتها علي إنجاده؛ لكن الكل مشغول بمشاكله، فتلجأ للقراءة بعد اكتشافها لعالم ثري من الكتب الممتعة، والتي تتمكن من حل مشاكل الجميع.